# Furia Atilia
Furia Atilia va ser una llei romana instada pels cònsols Luci Furi i Sext Atili l'any 136 aC, per la qual es retornava a Numància a Gai Hostili Mancí, que havia signat amb els numantins una pau desavantatjosa pels romans que ara el senat romà no reconeixia. També és coneguda com a Fusia Atilia perquè el nom del primer cònsol apareix de vegades com a Luci Fusi.